# 佐々木正洋 (1954年生)
佐々木 正洋（ささき まさひろ、1954年7月17日 - ）とは、日本のフリーアナウンサー、タレント。元テレビ朝日アナウンサー。所属事務所は株式会社ICH。

## 来歴・人物
福岡県北九州市八幡東区出身。福岡県立小倉高等学校、慶應義塾大学法学部政治学科卒業後の1977年、テレビ朝日（当時：全国朝日放送）にアナウンサーとして入社した。古舘伊知郎、渡辺宜嗣は、テレビ朝日の同期入社。慶應義塾大学では落語研究会の部長として活躍。妻は元フジテレビアナウンサーで2歳年下の古賀万紀子。元NHKアナウンサーの宮本隆治とは中学校から大学まで出身校が全て同じであり、佐々木は宮本の4期後輩である。また、『3年B組金八先生』で乾友彦役を務めた俳優の森田順平や福岡県知事の服部誠太郎は高校の同級生である。
1996年から2012年まで『ワイド!スクランブル』の新聞記事紹介コーナー「夕刊キャッチUP」を担当。最末期ではタイトルコールのナレーションで「佐々木正洋の〜」と冠されるようになる（休暇などで別のアナウンサーが担当する場合、名前はカットされた上でタイトルコールが読み上げられていた）。
2012年3月5日に、同月31日にテレビ朝日を退職したうえで、浅井企画所属のフリーアナウンサーへ転身することが発表された。フリーアナウンサーへ転身後は、九州朝日放送（地元・福岡県にあるテレビ朝日系列局）の紀行番組『前川清の笑顔まんてんタビ好キ』などへ出演のかたわら、東海大学のアナウンサー講座で講師を務めている。
2018年5月に、株式会社ICH所属へ転身した。

### 初の闘魂ビンタ
1990年、新日本プロレスの東京ドーム大会の際、『ワールドプロレスリング』の選手控え室リポートにおいて、試合前のアントニオ猪木（当時、参議院議員）に対し、「もし負けるということがあると、これは『勝負は時の運』という言葉で済まないことになりますが」と質問したところ、猪木に「出る前に負けること考えるバカいるかよ!」と激怒され強烈な張り手を受けて、「出てけ! コラ!」と追い出された。後に、猪木の張り手・ビンタは「闘魂ビンタ」として活を入れてもらうための儀式として素人が求めることも増えたが、公の場でこれを受けた素人は佐々木が初めてである。翌朝、洗顔所で顔を洗うとタオルに血が滲んでいたので病院で検査したところムチウチと診断された。佐々木自身は、その後は通勤中に声を掛けられる事が増え、猪木のビンタのおかげで自身の知名度が上がったと感謝しているほか、前述の試合後に猪木から握手を求められたエピソードを語り、相応のフォローがあったことも明かしている。

## フリー転進後の活動

### テレビ
報道・情報番組
| 期間      | 期間      | 番組名                                | 役職                                |
| --------- | --------- | ------------------------------------- | ----------------------------------- |
| 2012年4月 | 現在      | news every（日本テレビ）              | 『every特集』不定期でのナレーション |
| 2012年4月 | 2013年3月 | 笑顔まんてん タビ好キ（九州朝日放送） | 情報ナビゲーター                    |
| 2013年4月 | 2014年3月 | ヒットリサーチ（BS-TBS）              | コーナーレポーター                  |

バラエティ番組
- 乃木坂46のザ・ドリームバイト！（フジテレビ、準レギュラー）
- ネプリーグ（フジテレビ）
- なんでも鑑定団（テレビ東京）
- ナカイの窓（日本テレビ）

### 舞台
- マクベス（2019年2月）
- リア王2018（2018年8月）

### WEB
- うた桜（FliCK!On!TV、司会）

### ラジオ
- サポートウェルス　プラスF（TBSラジオ、2016年10月 - 、司会者）

### 通販
- コラリッチ（キューサイ、 - 2013年6月）

### 出版
- ちょっとしたコツで誰でも「上手な話し方」が身につく（実業之日本社）

## テレビ朝日時代の出演番組
報道・情報・ワイドショー番組
| 期間       | 期間       | 番組名               | 役職                                                           | 備考                                                                                    |
| ---------- | ---------- | -------------------- | -------------------------------------------------------------- | --------------------------------------------------------------------------------------- |
| 1980年4月  | 1985年10月 | アフタヌーンショー   | 芸能中心のレポーター                                           |                                                                                         |
| 1985年11月 | 1986年9月  | こんにちは2時        | レポーター                                                     |                                                                                         |
| 1986年10月 | 1987年3月  | 気分はシャッフル     | 司会                                                           |                                                                                         |
| 1987年7月  | 1987年9月  | 発汗!シェイプUP      | レギュラー担当                                                 |                                                                                         |
| 1988年10月 | 1989年9月  | ナイトライン         | スポーツ担当キャスター                                         |                                                                                         |
| 1990年10月 | 1992年9月  | TVいま時あの時       | データマン担当                                                 |                                                                                         |
| 1994年4月  | 1995年12月 | 邦子がタッチ         | アシスタント                                                   |                                                                                         |
| 1994年10月 | 1996年3月  | 朝イチ!N天CNN        | メインキャスター                                               |                                                                                         |
| 1996年4月  | 2012年3月  | ワイド!スクランブル  | 『夕刊キャッチUP』担当                                         | 途中6年半は、担当曜日を月～木曜日に縮小                                                 |
| 1997年4月  | 1998年9月  | スーパーJチャンネル  | 天気コーナーにおけるCGキャラクター「源さん」の声および演技担当 | その他にも、世紀末事件簿や1999年8月28日・29日には蟹瀬誠一の代行キャスターをそれぞれ担当 |
| 2005年1月  | 2011年9月  | サンデースクランブル | 司会                                                           |                                                                                         |

その他
- 輝け！第13回日本歌謡大賞（進行）
- ワールドプロレスリング（実況）
- 夢のビッグスタジオ
- 仮面ライダークウガ（司会者役）
- 徳光&史朗の暴走おやじアナ（ナレーション）
- ベスト30歌謡曲
- スポーツ宝島
- ザ・テレビ演芸（ナレーション）
- 大都会事件の最前線

## 映画
- クレヨンしんちゃん 伝説を呼ぶブリブリ 3分ポッキリ大進撃（2005年、TVアナウンサー〈声の出演〉）

## 同期入社
- 古舘伊知郎（現在、フリーアナウンサー）
- 吉澤一彦（現在、フリーアナウンサー）
- 渡辺宜嗣（現在、テレビ朝日専属キャスター）
- 宮嶋泰子（現在、テレビ朝日スポーツコメンテーター）
- 南美希子（現在、フリーアナウンサー他美容ライターなどとしても活動）
- 戸谷光照（現在、フリーアナウンサー）
- 中里雅子（現在、フリーアナウンサー）
- 伊福保子（現在、フリーアナウンサー）

### 補足
- 佐々木が入社した1977年は、1980年のモスクワオリンピック独占放送権を得た同社がオリンピックに向けた人材養成を見越して、アナウンサーが大量採用された年である。